# 阿維沙·森貝格
阿維沙·森貝格（英語：Avishag Semberg，希伯來語：‎，2001年9月16日—）是以色列女子跆拳道運動員。

## 生平
森贝格出生于以色列盖代拉的一个阿什肯纳兹犹太裔家庭。她于2020年入伍成为以色列国防军的軍人，在民防司令部服役。
她在以色列拉姆拉的沙拉比武术俱乐部接受跆拳道的训练。

## 運動生涯
- 2018年10月8日，參加2018年夏季青年奥运会女子49公斤级比赛中排名第五。
- 2021年5月7日，通过2021年欧洲跆拳道奥运资格赛取得2020年夏季奥运会的参赛资格，並代表以色列隊出賽女子49公斤級項目，[4][5][6]最終獲得銅牌，也是以色列在奧運跆拳道項目歷史上的第一面獎牌。[7]

## 外部連結
- 阿維沙·森貝格的Instagram帳戶